# Regione Autonoma del Sudan Meridionale (2005-2011)
La Regione Autonoma del Sudan Meridionale (in inglese Southern Sudan Autonomous Region) fu una regione autonoma esistita dal 2005 al 2011 all'interno del Sudan e corrispondente all'attuale Repubblica del Sudan del Sud.

## Storia
La regione venne creata il 9 luglio 2005 a seguito dell'Accordo di Naivasha, che pose fine alla seconda guerra civile in Sudan, scoppiata, tra le altre cose, in seguito alla revoca dell’autonomia alla precedente regione autonoma. 
La regione venne poi definitivamente abolita il 9 luglio 2011 quando, in seguito al successo del referendum sull'indipendenza del Sudan del Sud del 2011, previsto dagli accordi di pace, la regione si trasformò nell’odierno Sudan del Sud.

## Governo
La regione autonoma era governata, secondo la Costituzione provvisoria della Regione Autonoma del Sudan del Sud, da un Presidente autonomo, a capo sia del governo che dell'Esercito di Liberazione del Popolo del Sudan, per il potere esecutivo, mentre per il potere legislativo dalla Assemblea legislativa del Sudan Meridionale. Era altresì prevista una Corte suprema del Sudan Meridionale in materia di potere giudiziario.
La regione era composta dalle tre province di Equatoria, Bahr al-Ghazal e Alto Nilo. Giuba era la capitale della regione autonoma (sebbene all’inizio il governo provvisorio si insediò a Rumbek).

### Elenco dei Presidenti
| Presidente                                                          | Presidente                        | Partito                                       | Mandato        | Mandato            |
| Presidente                                                          | Presidente                        | Partito                                       | Inizio         | Fine               |
| ------------------------------------------------------------------- | --------------------------------- | --------------------------------------------- | -------------- | ------------------ |
| Presidenti della Regione Autonoma del Sudan Meridionale (2005-2011) |                                   |                                               |                |                    |
|                                                                     | John Garang de Mabior (1945-2005) | Movimento di Liberazione del Popolo del Sudan | 9 luglio 2005  | 30 luglio 2005 (†) |
|                                                                     | Salva Kiir Mayardit (1951)        | Movimento di Liberazione del Popolo del Sudan | 30 luglio 2005 | 11 agosto 2005     |
| 11 agosto 2005                                                      | Salva Kiir Mayardit (1951)        | Movimento di Liberazione del Popolo del Sudan | 9 luglio 2011  |                    |
| Carica abolita (2011)                                               |                                   |                                               |                |                    |